# Senátní obvod č. 13 – Tábor
Senátní obvod č. 13 – Tábor je podle zákona č. 247/1995 Sb. tvořen celým okresem Tábor, východní částí okresu Písek, ohraničenou na západě obcemi Žďár, Tálín, Paseky, Kluky, Dolní Novosedly, Záhoří, Vrcovice, Vojníkov, Vráž, Ostrovec, Smetanova Lhota, Čimelice, Nerestce a Mirovice, a jižní částí okresu Benešov, tvořenou obcemi Votice, Neustupov, Miličín, Mezno, Střezimíř, Jankov, Ratměřice a Zvěstov.
Současným senátorem je od roku 2022 Marek Slabý, nestraník za T2020. V Senátu je členem Senátorského klubu ODS a TOP 09.

## Senátoři
| Volby | Volby | Senátor | Senátor            | Volební strana              | Navrhující strana | Politická příslušnost | Odkaz  |
| ----- | ----- | ------- | ------------------ | --------------------------- | ----------------- | --------------------- | ------ |
|       | 1996  |         | Pavel Eybert       | ODS                         | ODS               | ODS                   | profil |
| 1998  |       |         | Pavel Eybert       | ODS                         | ODS               | ODS                   |        |
| 2004  |       |         | Pavel Eybert       | ODS                         | ODS               | ODS                   |        |
| 2010  |       |         | Pavel Eybert       | ODS                         | ODS               | ODS                   |        |
|       | 2016  |         | Jaroslav Větrovský | ANO                         | ANO               | BEZPP                 | profil |
|       | 2022  |         | Marek Slabý        | KDU-ČSL, ODS, T2020, TOP 09 | T2020             | BEZPP                 | profil |

## Volby

### Rok 1996
První senátní volby se zde uskutečnily stejně jako v ostatních obvodech v roce 1996. Volilo se na zkrácený dvouletý mandát a v prvním kole byl jednoznačně nejúspěšnější kandidát vládní ODS a starosta Chýnova Pavel Eybert, který obdržel 42,9 % hlasů voličů. Ve druhém kole pak poměřil síly s kandidátem tehdy opoziční ČSSD poslancem Pavlem Seiferem. Druhé kolo už tak jednoznačné nebylo, Eybert v něm nicméně získal hlasy 53 % voličů a stal se prvním táborským senátorem.
| Kandidát | Kandidát                 | Volební strana | Navrhující strana | Politická příslušnost | Počet hlasů (1. kolo) | %     | Počet hlasů (2. kolo) | %     |
| -------- | ------------------------ | -------------- | ----------------- | --------------------- | --------------------- | ----- | --------------------- | ----- |
|          | Mgr. Pavel Eybert        | ODS            | ODS               | ODS                   | 16 119                | 42,88 | 19 769                | 52,96 |
|          | Mgr. Pavel Seifer        | ČSSD           | ČSSD              | ČSSD                  | 8 686                 | 23,11 | 17 558                | 47,04 |
|          | RNDr. Jiří Vaníček, CSc. | ODA            | ODA               | ODA                   | 6 495                 | 17,28 | —                     | —     |
|          | JUDr. Jiří Vrba          | KSČM           | KSČM              | KSČM                  | 5 656                 | 15,05 | —                     | —     |
|          | JUDr. Vladimír Trojáček  | MSLK_96        | MOR_SLEZ          | ČMUS                  | 637                   | 1,69  | —                     | —     |

### Rok 1998
Další volby se uskutečnily díky zkrácenému mandátu již v roce 1998. Úřadující senátor Pavel Eybert z ODS se zde pokusil obhájit mandát a v prvním kole opět zvítězil, když získal 36,9 % hlasů. Soupeřem pro druhé kolo mu byl tentokrát lékař a kandidát ČSSD Jaroslav Kopecký. Ve druhém kole byl ale Eybert ještě úspěšnější než v roce 1996 a po zisku 59,5 % hlasů obhájil svůj senátorský mandát na dalších šest let.
| Kandidát | Kandidát               | Volební strana | Navrhující strana | Politická příslušnost | Počet hlasů (1. kolo) | %     | Počet hlasů (2. kolo) | %     |
| -------- | ---------------------- | -------------- | ----------------- | --------------------- | --------------------- | ----- | --------------------- | ----- |
|          | Mgr. Pavel Eybert      | ODS            | ODS               | ODS                   | 14 897                | 36,91 | 12 562                | 59,52 |
|          | MUDr. Jaroslav Kopecký | ČSSD           | ČSSD              | ČSSD                  | 8 735                 | 21,64 | 8 543                 | 40,48 |
|          | MUDr. Josef Kolář      | 4KOALICE       | 4KOALICE          | US-DEU                | 6 865                 | 17,01 | —                     | —     |
|          | Mgr. Ivan Nadberežný   | KSČM           | KSČM              | KSČM                  | 6 750                 | 16,72 | —                     | —     |
|          | MUDr. Lubor Tůma       | SKS            | SKS               | BEZPP                 | 3 113                 | 7,71  | —                     | —     |

### Rok 2004
Pavel Eybert obhajoval svůj mandát znovu i ve volbách v roce 2004. V první kole se mu opět dařilo a jen těsně nedokázal mandát obhájit již v prvním kole. Obdržel 48,3 % a zamířil do druhého kola společně opět s kandidátem ČSSD, tentokrát však nestraníkem Stanislavem Kázeckým. Druhé kolo však byl jednoznačnou záležítostí, a protože Eybert měl důvěru 65,3 %, udržel své senátské křeslo i pro další mandát.
| Kandidát | Kandidát                     | Volební strana | Navrhující strana | Politická příslušnost | Počet hlasů (1. kolo) | %     | Počet hlasů (2. kolo) | %     |
| -------- | ---------------------------- | -------------- | ----------------- | --------------------- | --------------------- | ----- | --------------------- | ----- |
|          | Mgr. Pavel Eybert            | ODS            | ODS               | ODS                   | 14 361                | 48,34 | 14 137                | 65,25 |
|          | Ing. Stanislav Kázecký, CSc. | ČSSD           | ČSSD              | BEZPP                 | 5 668                 | 19,08 | 7 527                 | 34,74 |
|          | JUDr. Vlasta Parkanová       | KDU-ČSL        | KDU-ČSL           | KDU-ČSL               | 5 082                 | 17,10 | —                     | —     |
|          | Mgr. Ivan Nadberežný         | KSČM           | KSČM              | KSČM                  | 4 595                 | 15,46 | —                     | —     |

### Rok 2010
Ve volbách v roce 2010 kandidoval už počtvrté úřadující senátor Pavel Eybert. V prvním kole získal tentokrát 39,9 % a opět postoupil do druhého kole z prvního místa. V něm ho čekal dosud nejsilnější soupeř a tím byl bývalý poslanec a ministr zemědělství Jan Mládek z ČSSD. Eybert však dokázal i počtvrté obhájit svůj mandát a po zisku 51,2 % byl opět zvolen do křesla táborského senátora. Tím byl až do roku 2016 a v senátorském křesle tedy strávil celkem 20 let, čímž se dělí společně se svým spolustraníkem Přemyslem Sobotkou o druhé místo v pořadí nejdéle sloužících senátorů. Oba byli senátory od vzniku Senátu v roce 1996 až do zmíněného roku 2016, kdy se rozhodli v dalších volbách již nekandidovat.
| Kandidát | Kandidát                   | Volební strana | Navrhující strana | Politická příslušnost | Počet hlasů (1. kolo) | %     | Počet hlasů (2. kolo) | %     |
| -------- | -------------------------- | -------------- | ----------------- | --------------------- | --------------------- | ----- | --------------------- | ----- |
|          | Mgr. Pavel Eybert          | ODS            | ODS               | ODS                   | 18 922                | 39,94 | 15 520                | 51,20 |
|          | Ing. Jan Mládek, CSc.      | ČSSD           | ČSSD              | ČSSD                  | 13 932                | 29,40 | 14 790                | 48,79 |
|          | Ing. Zdeněk Straka         | KSČM           | KSČM              | BEZPP                 | 4 959                 | 10,46 | —                     | —     |
|          | Ing. Petr Krůček           | TOP 09         | TOP 09            | TOP 09                | 4 252                 | 8,97  | —                     | —     |
|          | Ing. Iveta Vilímková       | Suverenita     | Suverenita        | SDŽ                   | 1 906                 | 4,02  | —                     | —     |
|          | Ing. Jaroslav Hejl         | KDU-ČSL        | KDU-ČSL           | KDU-ČSL               | 1 874                 | 3,92  | —                     | —     |
|          | Mgr. Vilém Mikula          | ČSNS 2005      | ČSNS 2005         | BEZPP                 | 938                   | 1,98  | —                     | —     |
|          | akad. arch. Jindřich Goetz | SPOZ           | SPOZ              | SPOZ                  | 589                   | 1,24  | —                     | —     |

### Rok 2016
Jak už bylo zmíněno výše, dosavadní senátor Pavel Eybert už ve volbách v roce 2016 svůj mandát neobhajoval a zůstal nadále pouze starostou Chýnova. ODS místo něj do voleb nasadila dlouholetého starostu Soběslavi Jindřicha Bláhu, ten ale neuspěl a skončil až čtvrtý. Z vyrovnaného prvního kola tedy postoupili nestraník za hnutí ANO Jaroslav Větrovský a neúspěšný kandidát z roku 2010 Jan Mládek, který v té době již byl znovu poslancem a ministrem průmyslu a obchodu v Sobotkově vládě. Ten ale prohrál i tyto volby, protože ve druhém kole obdržel pouze 40,2 % hlasů, a senátorem se tak stal starosta Mladé Vožice a bývalý člen ČSSD Větrovský.
| Kandidát | Kandidát                         | Volební strana | Navrhující strana | Politická příslušnost | Počet hlasů (1. kolo) | %     | Počet hlasů (2. kolo) | %     |
| -------- | -------------------------------- | -------------- | ----------------- | --------------------- | --------------------- | ----- | --------------------- | ----- |
|          | Mgr. Jaroslav Větrovský          | ANO            | ANO               | BEZPP                 | 6 882                 | 17,83 | 11 643                | 59,83 |
|          | Ing. Jan Mládek, CSc.            | ČSSD           | ČSSD              | ČSSD                  | 6 794                 | 17,60 | 7 814                 | 40,16 |
|          | Ing. Jiří Fišer                  | T2020, STAN    | T2020             | T2020                 | 6 358                 | 16,47 | —                     | —     |
|          | Ing. Jindřich Bláha              | ODS            | ODS               | ODS                   | 5 537                 | 14,34 | —                     | —     |
|          | Mgr. Pavel Klíma                 | TOP 09         | TOP 09            | TOP 09                | 4 647                 | 12,04 | —                     | —     |
|          | Ladislav Šedivý                  | KSČM           | KSČM              | KSČM                  | 3 740                 | 9,69  | —                     | —     |
|          | doc. Mgr. Martin Konvička, Ph.D. | APAČI 2017     | APAČI 2017        | APAČI 2017            | 3 117                 | 8,07  | —                     | —     |
|          | Ing. Petr Král                   | Piráti         | Piráti            | BEZPP                 | 1 517                 | 3,93  | —                     | —     |

### Rok 2022
Ve volbách v roce 2022 obhajoval svůj mandát senátor Jaroslav Větrovský, který byl v roce 2016 zvolen jako nestraník za hnutí ANO, v roce 2022 ale kandidoval jako nestraník za hnutí JIH 12. Mezi jeho osm vyzyvatelů patřili místostarostka Tábora Olga Bastlová z ČSSD, vědecký pracovník a člen Pirátů Martin Kákona, radní Milevska Martin Kupec z hnutí ANO nebo distributor tiskovin Jiří Machač, který kandidoval jako nezávislý. Do Senátu kandidovali také ředitel Zdravotnické záchranné služby Jihočeského kraje Marek Slabý s podporou koalice SPOLU (ODS, KDU-ČSL, TOP 09) a hnutí T2020, starosta Plané nad Lužnicí Jiří Šimánek jako nestraník za STAN, filmový režisér Miloš Zábranský jako nestraník za SPD a místostarosta Chýnova Evžen Zadražil jako nestraník za Svobodné.
První kolo vyhrál s 30 % hlasů Marek Slabý, do druhého kola s ním postoupil Jaroslav Větrovský, který obdržel 22,67 % hlasů. V druhém kole zvítězil Marek Slabý, když obdržel 53,47 % hlasů. Volební účast v prvním kole, které se konalo spolu s komunálními volbami, činila 44,39 %, volební účast v druhém kole pak 18,00 %.
| Kandidát | Kandidát                  | Volební strana              | Navrhující strana | Politická příslušnost | Počet hlasů (1. kolo) | %     | Počet hlasů (2. kolo) | %     |
| -------- | ------------------------- | --------------------------- | ----------------- | --------------------- | --------------------- | ----- | --------------------- | ----- |
|          | MUDr. Marek Slabý         | KDU-ČSL, ODS, T2020, TOP 09 | T2020             | BEZPP                 | 14 186                | 30,00 | 10 676                | 53,47 |
|          | Mgr. Jaroslav Větrovský   | JIH 12                      | JIH 12            | BEZPP                 | 10 718                | 22,67 | 9 289                 | 46,52 |
|          | JUDr. Martin Kupec, Ph.D. | ANO                         | ANO               | ANO                   | 8 871                 | 18,76 | —                     | —     |
|          | Ing. Olga Bastlová        | ČSSD                        | ČSSD              | ČSSD                  | 3 195                 | 6,75  | —                     | —     |
|          | Ing. Jiří Šimánek         | STAN                        | STAN              | BEZPP                 | 2 825                 | 5,97  | —                     | —     |
|          | MgA. Miloš Zábranský      | SPD                         | SPD               | BEZPP                 | 2 531                 | 5,35  | —                     | —     |
|          | Bc. Evžen Zadražil        | Svobodní                    | Svobodní          | BEZPP                 | 2 501                 | 5,28  | —                     | —     |
|          | Ing. Martin Kákona, Ph.D. | Piráti                      | Piráti            | Piráti                | 2 060                 | 4,35  | —                     | —     |
|          | Jiří Machač               | NK                          | NK                | BEZPP                 | 391                   | 0,82  | —                     | —     |

## Volební účast
|  | nejvyšší volební účast |  | nejnižší volební účast |

| Rok  | % (1. kolo) | % (2. kolo) |
| ---- | ----------- | ----------- |
| 1996 | 36,73       | 35,99       |
| 1998 | 45,96       | 20,17       |
| 2004 | 29,89       | 20,29       |
| 2010 | 46,95       | 28,14       |
| 2016 | 35,85       | 17,37       |
| 2022 | 44,39       | 18,00       |